# Daniel Meier (compositeur)
Pour les articles homonymes, voir Daniel Meier et Meier.
Daniel Meier (né le 22 février 1934 à Pau et mort à Orthez le 25 juillet 2004) est un compositeur, chef de chœur et chef d'orchestre français (Béarn) et suisse (Kirchdorf, BE). Il est le fondateur de l'Ensemble vocal Da Camera.

## Biographie
Il fait ses études à l'École normale de musique de Paris où il étudie l'harmonie avec Suzanne Pelliot, le contrepoint et la fugue avec Andrée Vaurabourg, l'orgue avec Suzanne Chaisemartin et la composition avec Henri Dutilleux et Maurice Ohana.
Il obtient les licences de contrepoint et de fugue et le premier prix de composition.
Nommé en 1969 à la Maison de la Culture de Bourges, il développe une importante activité dans le domaine de l'animation musicale et le chant choral.
Par ailleurs, il prend l'initiative d'une programmation qui fait appel aux plus grands artistes de cette époque et fait une part importante à la musique contemporaine.
Parallèlement, il est l'un des premiers à développer un service d'animation musicale dans les milieux scolaires et ruraux.
En 1975, il quitte la Maison de la Culture de Bourges pour se consacrer plus intensément à la composition. Il dirige quelques années l'Ecole de Musique de Thiers en Auvergne, puis se trouve invité à prendre en charge une classe d'harmonie, contrepoint, fugue, composition et analyse, au Conservatoire national de Région de Clermont-Ferrand. Il fonde aussi une association de diffusion de la musique d'aujourd'hui qui donnera naissance en 1999 au Festival des musiques démesurées.
Daniel Meier a reçu de nombreuses commandes du ministère des Affaires culturelles, de Radio-France et de différents festivals : Avignon, Ville d'Avray, festival estival de Paris, Bordeaux, Vienne (Autriche), Peterborough en Angleterre, Ludwigburg en Allemagne. Dans sa musique, il se montre résolument opposé à l'académisme sous toutes ses formes.

## Enseignement
Il a dirigé quelques années l'École de musique de Thiers en Auvergne.
Il a été professeur d'écriture et de composition au Conservatoire à rayonnement régional de Clermont-Ferrand de 1975 à 1995.

## Œuvres

### Orchestre
- Images (1969).
- Ode (1971), crée par l'Orchestre de Chambre de l'O.R.T.F. en 1972 - durée : 13 min 30 s
- Semen (1972), Commande de l'O.R.T.F., pour orchestre symphonique, quintette à cordes solo, piano et cithare - durée : 17 min
- Vitrail I (1979), Commande pour l'Orchestre d'harmonie de la Police nationale - durée : 12 min
- Vitrail II (1981), pour 2 flûtes, 2 hautbois, 2 clarinettes, 2 bassons, 2 cors, 2 trompettes, 2 trombones, 1 tuba - durée : 12 min
- Throw Light On (2003) pour clarinette en la, clarinette basse et orchestre symphonique - durée : 15 min

### Œuvres avec comédien ou récitant
- Les Pâques à New York (1974), texte de Blaise Cendrars, quatuor pour comédien (Alain Meilland), ondes Martenot - durée : 25 min
- Au-delà des Falaises (1981), texte de Richard Bach, œuvre pédagogique, chœur d'enfants, 2 soprani, flûte, hautbois, cor, piano et percussion - durée : 45 min
- Le Petit Prince et la Rose (1991), récitant, soprano, chœurs d'enfants, 2 flûtes, hautbois, 2 clarinettes, clarinette basse, trompette, cor, trombone, tuba, violoncelle et percussions - durée : 45 min
- L'Enfant de la Haute Mer (1994), Texte de Jules Supervielle, récitant et piano - durée : 35 min

### Ensemble vocal ou grand chœur
- Gloria (1975), commande d'État, pour alto solo, 11 voix mixtes, flûte et clavecin - durée : 14 min
- Messe Doce Nos Orare (1980), Commande de Radio France - durée : 40 min
- Ils sont appuyés contre le ciel (1985), texte de René-Guy Cadou, 15 voix mixtes - durée 4 min
- Rondeaux (1987), Texte de Mallarmé - Commande de Radio France, pour chœur a capella - durée : 20 min
- Miniatures (1988), chœur mixte - durée : 10 min
- Sinfonietta Vocale (1990), chœur mixte - Commande du Ministère de la Culture - durée : 29 min
- Le Tombeau de Vittoria (1995) - chœur d'hommes - durée : 12 min
- Magnificat (1997) - 6 voix de femmes - durée : 17 min 55 s
- Sequencia Pascalis (2001) - 5 voix de femmes - durée : 7 min 40 s
- O Sacrum Convivium (2001) - 4 voix de femmes, durée : 8 min

### Chœur d'enfants
- Au-delà des Falaises (1981), texte de Richard Bach, œuvre pédagogique, chœur d'enfants, 2 soprani, flûte, hautbois, cor, piano et percussion - durée : 45 min
- Laudato Si (1986) Commande des Petits Chanteurs de Paris, chœur d'enfants, orchestre à cordes, piano et percussion - durée : 32 min
- Le Petit Prince et la Rose (1991), Texte de Saint-Exupéry, récitant, soprano, chœurs d'enfants, 2 flûtes, hautbois, 2 clarinettes, clarinette basse, trompette, cor, trombone, tuba, violoncelle et percussions - durée : 45 min

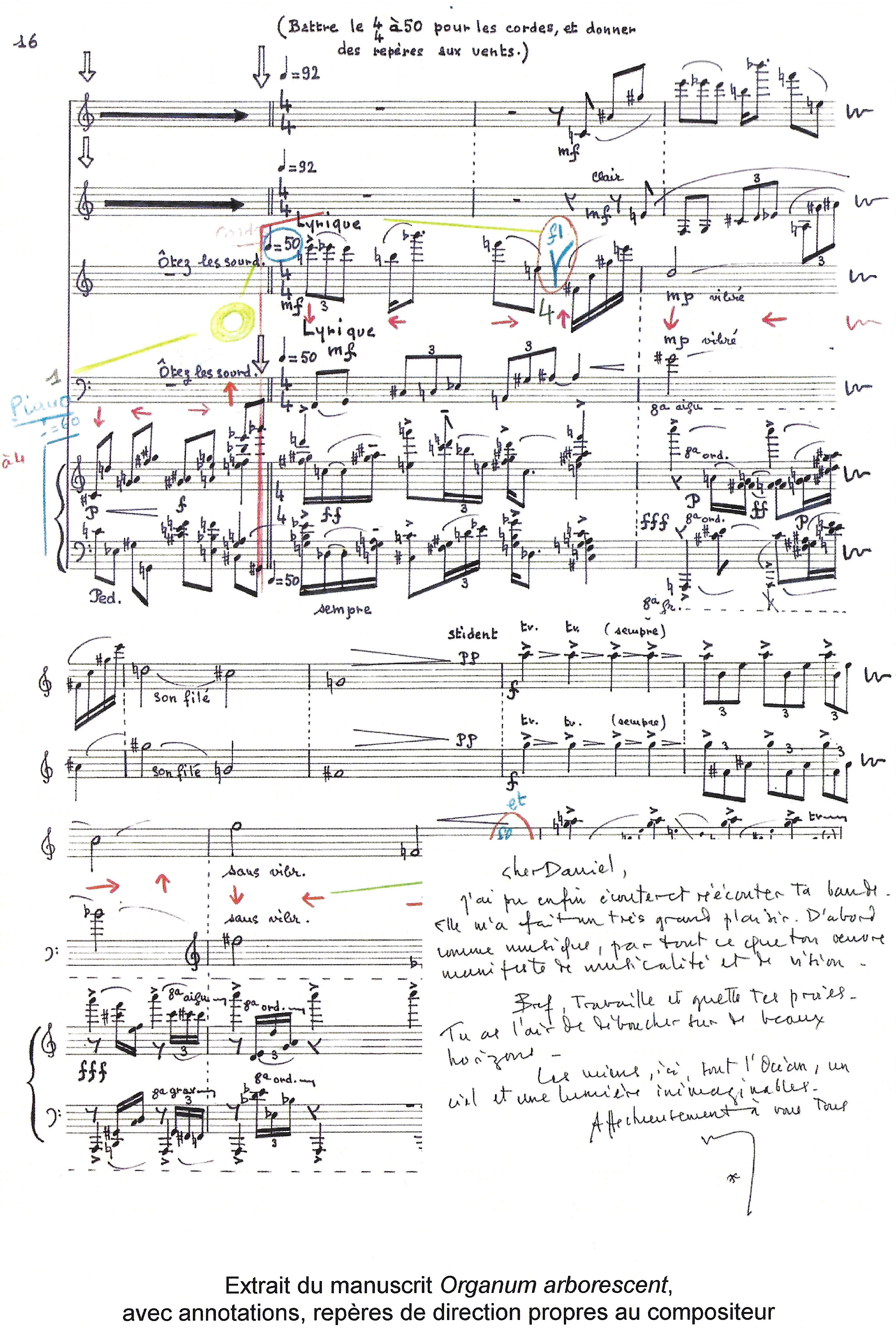

### Quatuor à cordes
- Quatuor à cordes no 1 (1981) - durée 20 min
- Quatuor à cordes no 2 sur B.A.C.H. (2000) - durée : 7 min 30 s
- Spectre pour un arc-en-ciel (2001) - durée : 9 min
- Stabat Mater (2003), pour soprano et quatuor à cordes - durée : 20 min

### Piano
- Pour un temps sacré (1976) - durée : 30 min
- Tout au Long du Jour, (2002) - durée : 30 min
- Auseths (1993), pour 2 pianos - durée : 9 min

### Orgue
- Suite pour orgue (1973) - durée : 14 min
- Canzone (1992) - durée : 14 min

### Formations diverses
- Mosaïque (1966), pour mezzo-soprane 2 flûtes, 2 percussions, harpe, violoncelle - durée : 14 min
- Cygnes (1969), pour flûte et piano - durée : 14 min
- Apocalypsis (1971), pour soprane, cythare, quintette à cordes, chœur et orchestre - durée : non précisée
- Epi (1973), pour quatuor de saxophones- durée : 9 min 30 s
- Kuklos (1973), pour quatuor d'anches - durée : 13 min
- Gloria (1975), pour alto solo, 11 voix mixtes, flûte et clavecin - durée : 14 min
- Et l'Espace dit (1976), pour cor solo - durée : 6 min
- Mélisme (1977), pour hautbois solo - durée :4 min
- Pour un Rituel (1978), pour quintet de cuivres - durée : 20 min
- De cap à ... (1981), pour 2 guitares - durée : 12 min
- Et les Cordes corüt saisir (1981), pour carillon - durée : 6 min
- De cap à ... (1981), pour 2 guitares - durée : 12 min
- Organum arborescent (1982), pour flûte, clarinette, violon, violoncelle et piano - durée : 13 min
- Regards perdus ensemble dans un miroir (1982), pour violon et piano - durée : 10 min
- Ecume (1983), harpe celtique et hautbois - durée : 6 min
- Prémices de Timbres (1983), pour basson, contrebasse et percussion - durée : 5 min
- Tenebrae Factae Sunt (1984) - Commande de Radio France, soprano coloratur et 2 percussions - durée : 35 min
- Géménides (1985), pour guitare classique, guitare électrique et matériel électrique - durée : 5 min
- Emergence (1985), pour basson et piano - durée : 3 min
- Laudo Sio (1985) – soprano, basse et piano - durée : 3 min 30 s
- Pour un rituel no II (1985), pour quintette de cuivres, percussion et orgue - durée : 20 min
- Désert (1986), pour flûte à bec et guitare - durée : 11 min
- Cérémonial pour Aton (1986), pour flûte octobasse - durée : 6 min
- Crypte (1986), pour contrebasse - durée : 8 min
- Nevermore (1987), saxophone et piano - durée : 32 min
- Me voici, je souffre et j'aime (1988), pour soprano, viole de gambe et orgue - durée : 6 min
- Guion'-Shôja (1989), pour soprano et piano - durée : 20 min
- Pneuma (1989), pour flûte traversière - durée : 6 min
- Psaume 23 (1990) - soprano, ténor et orgue - durée : 10 min
- Airain (1990), pour saxophone alto- durée :7 min
- Chanson de geste (1990), pour viole d'amour et contrebasse - durée : 5 min
- Mine de Joyaux (1991), soprano et piano - durée : 11 min
- Rivage multiple (1992), pour alto et quatuor de violes de gambe - durée : 17 min
- Désert - Incantation (1993), soprano et archiluth - durée : 6 min
- Portique du Troisième Jour (1996), soprano, 2 pianos, 2 percussions - durée : non précisée
- Trois poèmes (1996) - Texte de Mallarmé, soprano, flûte et harpe - durée : 14 min
- Littoral pour une Délivrance (1997), pour violon, violoncelle, flûte, clarinette et piano - durée : 10 min
- Parole Eclatée (1999), Texte de Victor Hugo, 2 comédiens, violoncelle, 2 percussions - durée : 20 min
- Le Temps Effleuré (1999), pour violon, alto, violoncelle et piano - durée : non précisée
- Espace Irisé (2000), pour clarinette en la et clarinette basse - durée : 11 min
- Agnus Dei (2002), soprano et orgue - durée : 4 min 30 s
- Pantomime (2002), Texte de Mallarmé, 2 soprani, flute, hautbois, 2 clarinettes, 2 trompettes, 2 cors, 2 trombones, contrebasse, 2 pianos, percussions - durée : 13 min 50 s
- Opus 79 (2004), pour violoncelle - durée : 2 min 20 s

## Quelques interprètes
Nouvel orchestre philharmonique de Radio France - Orchestre à cordes de l'O.R.T.F - Orchestre à cordes national de Toulouse - Orchestre à cordes national de Grenoble - Orchestre universitaire de Clermont-Ferrand - Orchestre universitaire de Cincinnati (OHIO) - Chœur de Radio France - Chœur Stéphane Caillat - Sextuor vocal de Résonance contemporaine - Mora Vocis - Ensemble instrumental de l'Atelier de musique de Ville d'Avray - Quatuor Prima Vista
Pierre-Yves Artaud - Anne Barteloni - Béatrice Berne - Pierre Bigot - Claude Bonneton - Pierre Courthiade - Olivier Dejours - Françoise Deslogeres - Jacques Dl Donato - Renaud Gagneux - Gérard Garcin - Isabelle Garcisanz - Claude Giot - André Girard - Duo Horreaux-Trehard - Paul Jamin - Janos Komives - Alain Meunier - Terence Miligan - Michel Molinaro - Josette Morata - Yumi Nara Quatuor Parrenin - André Pagenel - Régis Pasquier - Jean-Louis Petit - Jacques Tavernier - Guy Touvron - Jacques Vandeville - Olivier Vernet

## Écouter sa musique
- Quatuor n°2 par le Quatuor Prima Vista.
- Extraits d’archives sonores d'oeuvres de Daniel Meier par le Quatuor Prima Vista : Rondeaux, Le Temps Effleuré et Vitrail I.
- « Portail de la musique contemporaine »(Archive.org • Wikiwix • Archive.is • Google • Que faire ?), sur le Portail de la musique contemporaine — Extraits d’archives sonores d’œuvres de Daniel Meier